# Stadio Haradzki
Lo stadio Haradzki (in bielorusso: Гарадскі стадыён, Haradski stadyën; in russo Городской стадион?, Gorodskoj stadion; letteralmente "stadio Città") è uno stadio multi-uso che si trova a Borisov, in Bielorussia.
Lo stadio è usato principalmente per le partite interne della squadra di calcio dell'FC BATE e ha una capienza di 5 402 persone.
Lo stadio è conforme alle norme UEFA, e quindi usato anche per le competizioni UEFA per club, anche se non spesso utilizzato vista la ridotta capienza dell'impianto. Nel luglio 2009 ha ospitato alcune partite del Campionato europeo femminile Under 19 di calcio, tra cui la finale tra Inghilterra e Svezia.